# Víkingur Ólafsson
 (juillet 2019).
Víkingur Ólafsson est un pianiste islandais né le 14 février 1984 à Reykjavik (Islande).
Il a collaboré avec certains des plus grands orchestres en Europe et en Amérique, parmi lesquels l'Orchestre philharmonique de Los Angeles, l'Orchestre Philharmonia, l'Orchestre symphonique du Minnesota, l'Orchestre symphonique de Göteborg, l'Orchestre symphonique de Détroit, l'Orchestre symphonique de la radio suédoise, et avec des chefs d'orchestre reconnus, parmi lesquels Thomas Adès, Esa-Pekka Salonen et Santtu-Matias Rouvali. Il a remporté de nombreuses récompenses pour ses interprétations, notamment la récompense de l'album de l'année au BBC Music Magazine Awards 2019 pour son interprétation exceptionnelle de Bach dans son album Johann Sebastian Bach.
L'album de Víkingur Ólafsson, Philip Glass Piano Works, lui vaut le surnom de « Glenn Gould islandais » grâce à la qualité de son interprétation de Philip Glass au piano.
En 2011, Víkingur Ólafsson est le soliste du concert d'ouverture de la Harpa à Reykjavik, interprétant le Concerto pour piano en la mineur d'Edvard Grieg avec l'Orchestre symphonique d'Islande sous la direction de Vladimir Ashkenazy.
En 2019-2020, Víkingur Ólafsson est l'artiste en résidence de la Berlin Konzerthaus, avec quatorze représentations prévues sur onze projets différents. Il joue des concertos de Thomas Adès, Robert Schumann, Daníel Bjarnason (en) et Mozart, deux récitals en solo et des programmes de chambre en partageant la scène avec des artistes comme Martin Fröst et Florian Boesch (en).
Depuis 2016, il est en contrat d'enregistrement exclusif avec la Deutsche Grammophon.

## Jeunesse et formation
Víkingur Ólafsson grandit à Reykjavík et commence très tôt à jouer du piano sous la tutelle de sa mère, professeur de piano. Il étudie à la Juilliard School à New York, où il obtient une licence (Bachelor's degree) et une maîtrise universitaire (Master's degree) sous la supervision de Jerome Lowenthal et de Robert McDonald. Víkingur Ólafsson a également pris des cours avec la pianiste Ann Schein.

## Carrière
Víkingur Ólafsson a joué des récitals à travers le Japon, les États-Unis et dans des salles européennes, notamment à la Philharmonie de Berlin, au Royal Albert Hall de Londres, au Suntory Hall à Tokyo, à la Salle Laeisz (de) à Hambourg, au Palau de la música catalana à Barcelone et au Flagey à Bruxelles.
Au cours de la saison 2019-2020, Víkingur Ólafsson donne la première française du Concerto pour Piano no 2 de John Adams avec l'Orchestre philharmonique de Radio France et interprétera cette même œuvre avec l'Orchestre philharmonique de la radio néerlandaise, tous deux sous la direction d'Adams lui-même. Il donne également des concerts avec le Hallé Orchestra et Klaus Makela, l'Orchestre philharmonique de Hong Kong et Jaap van Zweden, le Konzerthausorchester Berlin et Christoph Eschenbach, l'Orchestre symphonique de San Diego avec Rafael Payare, Festival international de Bergen (en) avec Ed Gardner et Orchestre symphonique d'Islande avec Daníel Bjarnason.
Víkingur Ólafsson a été le premier à jouer six concertos pour piano de compositeurs islandais, comme Snorri Sigfús Birgisson, Daníel Bjarnason, Haukur Tómasson, et Þórður Magnússon entre autres - ainsi que des œuvres solo et de chambre de Atli Ingólfsson Mark Simpson et de Mark-Anthony Turnage. Víkingur Ólafsson a participé à des spectacles en collaboration avec Philip Glass (à Reykjavík, Göteborg et à Londres,) ainsi qu'avec Björk, ce dernier étant diffusé à la télévision Átta raddir, produite par Jónas. Sen pour RÚV, le service islandais de radiodiffusion nationale.
En 2022, il est lauréat du prix Schock dans la catégorie « arts musicaux », en étant qualifié de « l’un des musiciens les plus créatifs et innovants de notre époque ».

### Enregistrements
Víkingur Ólafsson a enregistré trois albums avec son propre label, Dirrindí :
- 2009 - Debut, mettant en vedette les 7 Fantasies de Brahms, Op. 116 et 16 valses ainsi que les Variations héroïques de Beethoven.
- 2011 - Chopin-Bach, avec des Préludes de Chopin et deux Partitas de Bach.
- 2012 - Winterreise mettant en vedette le Winterreise de Schubert avec la basse islandaise Kristinn Sigmundsson (en) (CD et DVD), qui a remporté le prix de l'album classique de l'année aux Icelandic Music Awards 2012[23]

En 2016, Víkingur Ólafsson signe un contrat d'enregistrement exclusif avec le label Deutsche Grammophon.
- 2017 - Philip Glass - Piano Works, comprenant les Études de Philip Glass, "Opening" de Glassworks, ainsi qu'une reprise de Glassworks de Christian Badzura
- 2018 - Johann Sebastian Bach, présentant des œuvres pour clavier solo du compositeur, écrites à la base pour orgue ou pour piano-forte. L'album comprend aussi bien des œuvres purement originales que des transcriptions pour piano, dont certaines réalisées par l'artiste lui-même. Il a remporté de nombreux prix dans le monde entier, dont l’Album de l’Année 2019 de BBC Music Magazine[25] Il constitue à ce jour l'oeuvre la plus populaire de Víkingur Ólafsson.
- 2020 - Debussy - Rameau (CD sorti le 27 mars sous le label Deutsche Grammophon)[26]
- 2023 - J.S. Bach: Goldberg Variations[27]

Víkingur Ólafsson a également enregistré la bande originale de Darkest Hour, un film réalisé par Joe Wright et a sorti un album nommé Bach Reworks, composé de six œuvres "remixées" de Jean-Sébastien Bach avec des sonorités plus modernes, par Ben Frost, Peter Gregson, Valgeir Sigurðsson ainsi que de Víkingur lui-même. Il retrouve Joe Wright en 2021 et compose une partie de la bande originale de Cyrano, film avec notamment Peter Dinklage dans le rôle titre.
Víkingur Ólafsson a animé deux séries d'émissions télévisées sur la musique classique. Diffusées sur RÚV, elles ont été bien accueillies par la critique, Il a également écrit et animé des programmes radiophoniques pour Rás 1.

### Festivals
En 2012, Víkingur Ólafsson fonde le Reykjavík Midsummer Music, un festival annuel de musique de chambre tenu à la salle Harpa, à Reykjavík. Le festival reçoit le prix de l'événement musical de l'année aux Icelandic Music Awards en 2012, ainsi qu'un prix spécial pour l'innovation. En 2015, Víkingur succède à Martin Fröst en tant que directeur artistique de Vinterfest en Suède.
Au Festival Transart de 2014 à Bolzano, en Italie, Víkingur Ólafsson collabore avec l'artiste suisse Roman Signer dans un événement intitulé Vers la flamme - Ein Konzert mit Störung. Víkingur interprète Vers la flamme d'Alexandre Scriabine sur une scène flottante au bord du lac Vernago, survolée par un hélicoptère. La barge où il était installé voguait alors au gré des courants générés par le souffle des hélices de l'hélicoptère, alors que l'artiste continuait de jouer malgré les turbulences.

## Vie privée
Víkingur Ólafsson jouit de l'oreille absolue et présente une propension à la synesthésie, associant les tonalités à des couleurs. Il associerait fa mineur avec le bleu, la majeur avec le jaune et si majeur avec le violet par exemple.
Il a un fils prénommé Ólafur Magnús, né le 3 avril 2019.